# A magyar labdarúgó-válogatott mérkőzései 1966-ban
A magyar labdarúgó-válogatottnak 1966-ban tizenegy találkozója volt, a világbajnoki négy mérkőzés mellett már megkezdődtek az Európa-bajnokság selejtezői is.
Lengyelország és Jugoszlávia ellen idegenben, Svájcot pedig Budapesten fogadva készült a válogatott a nyári nagy tornára. Angliában Portugália ellen kezdett a csapat, a Carvalhot, Baptistot és Eusébiót felvonultató Portugália győzött 3–1-re. A második csoportmeccsen Brazília ellen a magyar csapat parádézott, Bene Ferenc öt védőt kicselezve szerzett vezetést, majd gólpasszt adott Farkasnak, és a második félidőben Mészöly még lőtt egy gólt büntetőből. A brazil csapatból hiányzott Pelé, de olyan nevek mint Gilmar, D. Santos, Bellini, Gerson, Garrincha, Tostao és Jairzinho, ma is emlékezetes. A harmadik ellenfelünket, Bulgáriát 3–1-re legyőzve jutott a csapat a negyeddöntőbe. Itt a szovjet válogatott állta útját a magyar válogatottnak, így a 6. helyen fejeztük be a világbajnokságot.
A világbajnokság után Baróti Lajos kapitány lemondott. 1957 decembere óta 80 mérkőzésen, (43 győzelem, 18 döntetlen, 19 vereség) irányította a válogatottat.
Szövetségi kapitány:
- Baróti Lajos 421–427.
- Illovszky Rudolf 428–431.

## Eredmények
421. mérkőzés
| 1966. május 3. |

| Lengyelország | 1–1             | Magyarország |
| ------------- | --------------- | ------------ |
| Lubański 55'  | (0–0) Részletek | Bene 51'     |

| Slask-stadion, Chorzów Nézőszám: 100 000 Játékvezető: Bengt Lundell (SWE) |

422. mérkőzés
| 1966. május 8. |

| Jugoszlávia             | 2–0             | Magyarország |
| ----------------------- | --------------- | ------------ |
| Gugleta 10' Skoblar 76' | (1–0) Részletek |              |

| Makszimir-stadion, Zágráb Nézőszám: 25 000 Játékvezető: Atanasz Sztavrev (BUL) |

423. mérkőzés
| 1966. június 5. |

| Magyarország            | 3–1             | Svájc    |
| ----------------------- | --------------- | -------- |
| Farkas 44' Bene 45' 65' | (2–0) Részletek | Kuhn 67' |

| Népstadion, Budapest Nézőszám: 35 000 Játékvezető: Giulio Campanati (ITA) |

424. mérkőzés – vb-csoport
| 1966. július 13. |

| Portugália                | 3–1             | Magyarország |
| ------------------------- | --------------- | ------------ |
| Augusto 3' 67' Torres 90' | (1–0) Részletek | Bene 60'     |

| Old Trafford, Manchester Nézőszám: 50 000 Játékvezető: Leo Callaghan (WAL) |

425. mérkőzés – vb-csoport
| 1966. július 15. |

| Magyarország                              | 3–1             | Brazília   |
| ----------------------------------------- | --------------- | ---------- |
| Bene 3' Farkas 65' Mészöly 75' (11-esből) | (1–1) Részletek | Tostão 14' |

| Goodison Park, Liverpool Nézőszám: 50 000 Játékvezető: Kenneth Dagnall (ENG) |

426. mérkőzés – vb-csoport
| 1966. július 20. |

| Magyarország                     | 3–1             | Bulgária       |
| -------------------------------- | --------------- | -------------- |
| Davidov 42' Mészöly 44' Bene 55' | (2–1) Részletek | Aszparuhov 15' |

| Old Trafford, Manchester Nézőszám: 30 000 Játékvezető: Roberto Goicoechea (ARG) |

427. mérkőzés – vb-negyeddöntő
| 1966. július 23. |

| Szovjetunió                | 2–1             | Magyarország |
| -------------------------- | --------------- | ------------ |
| Csiszlenko 3' Porkujan 57' | (1–0) Részletek | Bene 47'     |

| Roker Park, Sunderland Nézőszám: 25 000 Játékvezető: Juan Gardeazabal (ESP) |

428. mérkőzés – Eb-selejtező
| 1966. szeptember 7. |

| Hollandia            | 2–2             | Magyarország           |
| -------------------- | --------------- | ---------------------- |
| Pijs 35' Cruijff 51' | (1–0) Részletek | Molnár 72' Mészöly 88' |

| Feijenoord Stadion, Rotterdam Nézőszám: 65 000 Játékvezető: Birger Nilsen (NOR) |

429. mérkőzés – Eb-selejtező
| 1966. szeptember 21. |

| Magyarország                                                       | 6–0             | Dánia |
| ------------------------------------------------------------------ | --------------- | ----- |
| Albert 1' 32' Mészöly 10' (11-esből) Bene 14' Farkas 35' Varga 83' | (5–0) Részletek |       |

| Népstadion, Budapest Nézőszám: 30 000 Játékvezető: Dzuvárasz Pétrosz (GRE) |

430. mérkőzés
| 1966. szeptember 28. |

| Magyarország           | 4–2             | Franciaország          |
| ---------------------- | --------------- | ---------------------- |
| Farkas 12' 56' 81' 87' | (1–1) Részletek | Gondet 25' Revelli 57' |

| Népstadion, Budapest Nézőszám: 25 000 Játékvezető: Dimitris Wlachojanis (AUT) |

431. mérkőzés
| 1966. október 30. |

| Magyarország      | 3–1             | Ausztria  |
| ----------------- | --------------- | --------- |
| Farkas 7' 74' 85' | (1–0) Részletek | Wolny 89' |

| Népstadion, Budapest Nézőszám: 25 000 Játékvezető: Othmar Huber (SUI) |